# Thorpe Tilney
Thorpe Tilney – przysiółek w Anglii, w Lincolnshire, w dystrykcie North Kesteven, w civil parish Timberland. Leży 19.8 km od Lincoln i 177.3 km od Londynu.
W 1921 roku civil parish liczyła 126 mieszkańców.